# La Florida (Hospitalet de Llobregat)
La Florida es un barrio de Hospitalet de Llobregat, en el área metropolitana de Barcelona. Está clasificado territorialmente dentro del Distrito IV, juntamente con Les Planes. Limita con los barrios de Collblanc, Pubilla Casas y Les Planes.

## Historia
El barrio se creó a partir de las migraciones de los años 1960, y su población aumentó gracias a las migraciones de los años 2000, convirtiéndolo en el barrio con mayor densidad de población de Europa. Se caracteriza por su actividad comercial y las zonas de tapas, alrededor del tradicional mercado de los Pajaritos. La plaza Ibiza es un importante espacio de encuentro vecinal, y el parque metropolitano de Les Planes es el más extenso de la ciudad. Precisamente alrededor de esta zona verde se extiende el núcleo urbano de Les Planes, integrado dentro del mismo barrio, pero con algunas diferencias de carácter administrativo. Los principales ejes viarios son las avenidas del Masnou y Miraflores, también importantes zonas comerciales.
A partir del año 2000 la inmigración se disparó, causa de que la densidad de población aumentara considerablemente.

## Habitantes destacados
- Morad (1999-), cantante nacido en Hospitalet de Llobregat y criado en La Florida, vivió la mayoría de su vida en el barrio.
- Beny Jr (1998-), cantante de origen marroquí, se estableció en el barrio en su juventud.

## Transporte público
Está comunicado con el resto de la ciudad gracias a los autobuses y a las estaciones de metro de la línea 1 Florida y Torrassa, en el límite con el vecino barrio de La Torrassa y la línea 5 Pubilla Casas, también en el límite con el barrio Pubilla Casas.